# Disputationes metaphysicae
Le Disputationes metaphysicae è un'opera filosofica e teologica del gesuita spagnolo Francisco Suárez, pubblicata a Salamanca nel 1597.

## Temi e contenuti
Le Disputazioni Metafisiche, in due volumi, è un'opera in cui tutta la teologia naturale è trattata in modo ordinato e tutte le questioni sono discusse sui dodici libri della  Metafisica di Aristotele. 
Di ardua argomentazione,  in esso Suárez è sostenitore delle tesi del molinismo, e tratta temi molto controversi come causa libera e causalità immanente, potenza e atto, azione e creaturalità, durata: l'esistenza come indiscusso e causa.
Ciascuno degli argomenti trattati  si apre con una discussione delle opzioni al riguardo e si chiude con un'esposizione che definisce la posizione dell'autore.

## Fortuna dell'opera
Le Disputationes metaphysicae è considerata la sintesi più importante della scolastica e del pensiero della Scuola di Salamanca che ebbe risvolti anche nei secoli successivi. Per molti studiosi, le Disputationes rappresentano il maggior contributo della filosofia spagnola al pensiero moderno, riconosciuto come tale da autori come Leibniz o Martin Heidegger.